# Sakkaträsket
Sakkaträsket is een meer in de gemeente Arjeplog in Lapland en maakt deel uit van het belangrijkste afwateringsgebied van de Skellefteälven. Het meer heeft een oppervlakte van 2,42 vierkante kilometer en ligt 431 meter boven zeeniveau.